# Kerrang! Awards
Der Kerrang! Award ist ein jährlich vergebener Preis des britischen Musikmagazins Kerrang!  an die erfolgreichsten Musiker und Bands im Rock und Metal Genre.

## Geschichte
Die Preise werden seit 1993 verliehen.
Die Veranstaltung wird immer von einer bekannten Persönlichkeit des Musikgeschäftes moderiert, beispielsweise hat Jodie Marsh 2003 an Feeder  den „Best British Band“ Award übergeben. Das vielleicht berüchtigtste Ereignis der letzten Jahre war die Preisverleihung im Jahr 2000 als  Slipknot ihren Tisch in Brand setzten, nachdem sie den Preis „Best Band in the World“ gewonnen hatten. Lostprophets hätte beinahe als erste Musikgruppe dreimal in Folge den  „Best British Band“ Award erhalten, aber sie zogen 2008 gegen Bullet for My Valentine den Kürzeren, der dieser Hattrick dadurch bis zum Jahr 2010 gelang. Viele bekannte internationale Unternehmen wie  Island Records, Orange Music Electronic Company und Marshall Amplification sind als Sponsoren für die verschiedenen Kategorien des Awards tätig.

## Kriterien
Es wurde bekannt, dass die Awards in letzter Zeit nicht nach dem Motto „Der Größte ist der Beste“ vergeben werden, weil manche der Gewinner und Nominierten für die neueren Award wie „Best International Newcomer“ an Bands verliehen wurden, die wenig öffentliche Aufmerksamkeit oder einen guten Ruf für ihre Livedarbietungen hatten wie der Best International Newcomer-Gewinner aus dem Jahr 2010, Trash Talk. Es gab auch kontrovers diskutierte Gewinner dieser Awards. Ein Beispiel sind die Gewinner des „Best British Newcomer“ and „Best International Newcomer“ Awards der Preisverleihung 2006, (Bring Me the Horizon und Aiden). Jedoch wurden seit 1993 vor allem bei den Auszeichnungen „Best British Band“, „Best International Band“ und „Hall of Fame“ meist diejenigen Künstler mit einem Preis geehrt, die seinerzeit besondere Charterfolge vorzuweisen hatten.

## Preisträger
Diese Liste beinhaltet alle Preisträger der Jahre 1999–2011:

### 1999
- Best British Newcomer – Cay[3]
- Best International Newcomer – Buckcherry
- Best Single – Tequilla von Terrorvision
- Best Album – Performance and Cocktails von Stereophonics
- Best Video – Pretty Fly (for a White Guy) von The Offspring
- Best Live Band – System of a Down
- Best British Band – Stereophonics
- Best Band on the Planet – Marilyn Manson
- Classic Songwriter – Dave Mustaine (Megadeth)
- Spirit of Independence – The Hellacopters
- Hall of Fame – Jimmy Page (Led Zeppelin)

### 2000
- Best International Newcomer – Queens of the Stone Age[4]
- Best British Newcomer – Hundred Reasons
- Kerrang! Creativity Award – Ross Robinson
- Spirit of Independence – Napalm Death
- Best Video – All the Small Things von blink-182
- Best Single – Wait and Bleed von Slipknot
- Best Album – White Pony von Deftones
- Best British Live Band – One Minute Silence
- Best International Live Band – Slipknot
- Classic Songwriters – Foo Fighters
- Best British Band – Stereophonics
- Best Band in the World – Slipknot
- Hall of Fame – Marilyn Manson
- Silver K Award – Motörhead

### 2001
- Best British Live Act – Feeder
- Best International Live Act – Papa Roach
- Best British Newcomer – Lostprophets
- Spirit of Independence – Less Than Jake
- Best British Band – Muse
- Best Single – Menace to Sobriety von OPM
- Best International Newcomer – Linkin Park
- Best Video – Last Resort von Papa Roach
- Classic Songwriters – Green Day
- Best Album – Holy Wood (In the Shadow of the Valley of Death) (Marilyn Manson)
- Best on the Planet – Slipknot
- Hall of Fame – Iggy Pop[5]

### 2002
- Best International Newcomer – Sum 41
- Best Single – Blurry von Puddle of Mudd
- Classic Songwriters – The Offspring
- Best British live Act – Muse
- Best Video – Tainted Love von Marilyn Manson
- Best British Band – A
- Best International Live Act – Rammstein
- Best British Newcomer – The Cooper Temple Clause
- Best Album – Hundred Reasons von Ideas Above Our Station
- Best Band in the World – Red Hot Chili Peppers
- Spirit of Independence Award – Alec Empire
- Hall of Fame – Foo Fighters[6]

### 2003
- Best Single – Lifestyles of the Rich and Famous von Good Charlotte
- Best Video – Gay Bar von Electric Six
- Event Of The Year – Download-Festival
- Classic Songwriters – Red Hot Chili Peppers
- Spirit of Independence – Turbonegro
- Best Live Act – The Darkness
- Spirit of Rock – Jackass
- Best International Newcomer – Evanescence
- Best British Newcomer – Funeral for a Friend
- Best Album – Permission to Land von The Darkness
- Best British Band – Feeder
- Best International Act – Linkin Park
- Hall of Fame – Metallica[7]

### 2004
- Best Band on the Planet – Metallica
- Best Single – Last Train Home von Lostprophets
- Best Video – Funeral of Hearts von HIM
- Classic Songwriters – Ash
- Best Live Band – The Darkness
- Spirit of Rock – Anthrax
- Best International Newcomer – Velvet Revolver
- Best British Newcomer – Yourcodenameis:Milo
- Best Album – Absolution von Muse
- Best British Band – The Darkness
- Icon Award – MC5
- Hall of Fame – Green Day[8]

### 2005
- Best Band on the Planet – Green Day[9]
- Best British Newcomer – Bullet for My Valentine
- Best International Newcomer – Trivium
- Classic Songwriter – Trent Reznor (Nine Inch Nails)
- Best Video – Helena (So Long & Goodnight) von My Chemical Romance
- Lifetime Achievement – Killing Joke
- Best British Band – Funeral for a Friend
- Best Single – Best of You von Foo Fighters
- Best Album – Three Cheers for Sweet Revenge von My Chemical Romance
- Best Live Band – Green Day
- Services to Metal – Roadrunner Records
- Icon Award – Marilyn Manson
- Hall of Fame – Iron Maiden

### 2006
- Best Band on the Planet – My Chemical Romance
- Best British Band – Lostprophets
- Best Live Band – Muse
- Best Album – Liberation Transmission von Lostprophets
- Best Single – Tears Don’t Fall von Bullet for My Valentine
- Best Video – Sugar, We’re Going Down von Fall Out Boy
- Best British Newcomer – Bring Me the Horizon
- Best International Newcomer – Aiden
- Classic Songwriters – Placebo
- Spirit of Independence – The Prodigy
- Kerrang! Hall of Fame – Slayer
- Kerrang! Legend – Angus Young (AC/DC)[10]

### 2007
- Best British Newcomer – Gallows
- Best International Newcomer – Madina Lake
- Best Live Band – Enter Shikari
- Best Single – The Kill von 30 Seconds to Mars
- Best Album – The Blackening von Machine Head
- Best Video – This Ain’t a Scene, It’s an Arms Race von Fall Out Boy
- Best British Band – Lostprophets
- Best International Band – My Chemical Romance
- Spirit of Independence – Enter Shikari
- Classic Songwriters – Deftones
- Hard Rock Hero – Machine Head
- Sexiest Female – Amy Lee (Evanescence)
- Kerrang! Icon – Nine Inch Nails
- Hall of Fame – Judas Priest[11]

### 2008
- Best International Newcomer – Black Tide
- Best British Newcomer – Slaves to Gravity
- Kerrang! Icon – Slipknot
- Best Video – Feathers von Coheed and Cambria
- Best Single – From Yesterday von 30 Seconds to Mars
- Best Album – Avenged Sevenfold von Avenged Sevenfold
- Best Live Band – Machine Head
- Classic Songwriters – Def Leppard
- Best British Band – Bullet for My Valentine
- Best International Band – 30 Seconds to Mars
- Hall of Fame – Rage Against the Machine
- Inspiration – Metallica
- Sexiest Female – Hayley Williams

### 2009
- Best British Newcomer – In Case of Fire
- Best International Newcomer – The Gaslight Anthem
- Best Live Band – Slipknot
- Best Single – Omen von The Prodigy
- Best Video – Oblivion von Mastodon
- Best Album – Death Magnetic von Metallica
- Best British Band – Bullet for My Valentine
- Best International Band – Slipknot
- Classic Songwriters – Linkin Park
- Spirit of Independence – The Wildhearts
- Sexiest Female – Hayley Williams
- Kerrang! Icon – Alice in Chains
- Inspiration – Machine Head
- Hall of Fame – Limp Bizkit[12]

### 2010
- Best British Newcomer – Rise to Remain
- Best International Newcomer – Trash Talk
- Best Live Band – Bullet for My Valentine
- Best Single – You Me at Six von Liquid Confidence
- Best Video – The Captain von Biffy Clyro
- Best Album – Brand New Eyes von Paramore
- Best British Band – Bullet for My Valentine
- Best International Band – 30 Seconds to Mars
- No Half Measures Award – Frank Turner
- Classic Songwriters – Lostprophets
- Kerrang! Inspiration Award – Rammstein
- Kerrang! Services to Metal Award – Paul Gray
- Kerrang! Icon Award – Ronnie James Dio
- Kerrang! Hall of Fame Award – Mötley Crüe[13]

### 2011
- Kerrang! Best British Newcomer: Asking Alexandria
- Kerrang! Best International Newcomer: Black Veil Brides
- Kerrang! The Devotion Award
- Kerrang! Best Single: Hurricane von 30 Seconds to Mars
- Kerrang! Best Video: Na Na Na von My Chemical Romance
- Kerrang! Classic Songwriter: Biffy Clyro
- Kerrang! Album: There Is a Hell.... von Bring Me the Horizon
- Kerrang! Live: All Time Low
- Kerrang! British Band: You Me at Six
- Kerrang! International Band: 30 Seconds to Mars
- Kerrang! Legend: Ozzy Osbourne
- Kerrang! Hall of Fame: Korn
- Kerrang! Inspiration: Def Leppard
- Kerrang! Icon Award: Alice Cooper[14]

### 2012
- Best British Newcomer: While She Sleeps
- Kerrang! Service to Rock: Tenacious D
- Best Single: Black Veil Brides – Rebel Love Song
- Best Album: Mastodon – The Hunter
- Devotion Award: The Blackout
- Kerrang! Service to Metal: Download-Festival
- Best Video: Bring Me the Horizon – Alligator Blood
- Best Live Band: Enter Shikari
- Best International Band: My Chemical Romance
- Best British Band: You Me at Six
- Kerrang! Hall of Fame: Machine Head
- Kerrang! Icon: Slash
- Kerrang! Inspiration: Black Sabbath
- Best International Newcomer: Falling in Reverse
- Best TV Show: Game of Thrones
- Best Video Game: The Elder Scrolls V: Skyrim
- Best Film: Die Tribute von Panem – The Hunger Games
- Best Comedian: Russell Howard
- Tweeter of the Year: Hayley Williams (Paramore)
- Hottest Female: Lzzy Hale (Halestorm)
- Hottest Male: Ben Bruce (Asking Alexandria)
- Villain of the Year: Justin Bieber
- Hero of the Year: Rou Reynolds (Enter Shikari)
- Best Festival: Download-Festival[15]

### 2013
- Best Event: You Me at Six – The Final Night of Sin
- Best British Newcomer: Lower Than Atlantis
- Best International Newcomer: Of Mice & Men
- Relentless Award: Young Guns
- Best Video: Pierce the Veil (feat. Kellin Quinn) – King for a Day
- Best Single: Fall Out Boy – The Phoenix
- Best Album: Biffy Clyro – Opposites
- Best Live Band: Black Veil Brides
- Kerrang! Inspiration: Iron Maiden
- Kerrang! Icon: Venom
- Best International Band: All Time Low
- Best British Band: Bring Me the Horizon
- Kerrang! Hall of Fame: Pantera
- Kerrang! Service to Rock: Queen
- Kerrang! Legend: Slayer
- Best TV Show: Doctor Who
- Best Video Game: BioShock Infinite
- Best Film: Der Hobbit: Eine unerwartete Reise
- Best Comedian: Louis C.K.
- Tweeter of the Year: Gerard Way
- Hottest Female: Lzzy Hale (Halestorm)
- Hottest Male: Ben Bruce (Asking Alexandria)
- Best Festival: Download-Festival[16]

### 2014
- Best Event: Fall Out Boy – Save Rock and Roll Tour
- Best British Newcomer: Neck Deep
- Best International Newcomer: 5 Seconds of Summer
- Kerrang! Inspiration: The Dillinger Escape Plan
- Kerrang! Icon: Ramones
- Best Single: You Me at Six – Fresh Start Fever
- Best Video: Deaf Havana – Boston Square
- Best Live Band: Bring Me the Horizon
- Relentless Award: Watain
- Kerrang! Service to Rock: Status Quo
- Best Album: Architects – Lost Forever // Lost Together
- Best International Band: Fall Out Boy
- Best British Band: You Me at Six
- Kerrang! Hall of Fame: Deep Purple
- Kerrang! Hero: Gerard Way
- Best TV Show: Game of Thrones
- Best Video Game: The Last of Us
- Best Film: The LEGO Movie
- Best Comedian: Jarrod Alonge
- Tweeter of the Year: Gerard Way
- Hottest Female: Taylor Momsen (The Pretty Reckless)
- Hottest Male: Andy Biersack (Black Veil Brides)
- Best Festival: Slam Dunk[17]

### 2015
- Best Event: All Time Low/You Me at Six – Co-Headlinertournee
- Best British Newcomer: Royal Blood
- Best International Newcomer: Pvris
- Kerrang! Inspiration: Judas Priest
- Kerrang! Icon: Alice Cooper
- Best Single: Enter Shikari – Anaesthetist
- Best Video: New Years Day – Angel Eyes feat. Chris Motionless
- Best Live Band: Black Veil Brides
- The Relentless Award: Rolo Tomassi
- Best Album: Marmozets – The Weird and Wonderful Marmozets
- Best International Band: All Time Low
- Best British Band: Bring Me the Horizon
- The Lifetime Achievement Award: Marilyn Manson
- The Spirit of Independence Award: Babymetal
- The Spirit of Punk Award: Slaves
- Best Fanbase: Pierce the Veil
- Best TV Show: Adventure Time
- Best Video Game: The Walking Dead
- Best Film: Guardians of the Galaxy
- Best Comic Book: The Walking Dead
- Best Comedian: Russell Howard
- Tweeter of the Year: Hayley Williams[18]

### 2016
- Lifetime Achievement Award: Deftones
- Kerrang! Legend: Iron Maiden
- Kerrang! Hero: Thin Lizzy
- The Icon Award: Blink-182
- Spirit of Punk: Frank Carter
- Best Event: You Me at Six – The Ghost Inside Benefit Show
- Best British Band: Asking Alexandria
- Best British Newcomer: Creeper
- Best International Newcomer: Cane Hill
- Best Track: All Time Low – Missing You
- Best Live Band: Babymetal
- Best Album: No Devotion – Permanence
- Best International Band: A Day to Remember
- Best Fanbase: twenty one pilots
- Best Film: Deadpool
- Best TV Show: Making a Murderer
- Best Radio Show: Nights with Alice Cooper – Planet Rock
- Best Video Game: Rise of the Tomb Raider
- Best Comicbook: The Wicked + The Divine
- Best Festival: Bloodstock Open Air
- Best Comedian: Amy Schumer
- Tweeter of the Year: Hayley Williams[19]

### 2017
nicht vergeben.

### 2018
- Best British Breakthrough: Dream State
- Best International Breakthrough: Code Orange
- Best Song: Neck Deep – In Bloom
- Best Album: Enter Shikari – The Spark
- Best British Live Act: Architects
- Best International Live Act: Foo Fighters
- Best British Band: Biffy Clyro
- Best International Band: Foo Fighters
- Kerrang! Legend: Corey Taylor
- Kerrang! Inspiration: Joe Perry
- Kerrang! Icon: Tony Iommi

### 2019
- Best British Breakthrough: Idles
- Best International Breakthrough: Swmrs
- Best Song: Fever 333 – Burn It
- Best Album: Ghost – Prequelle
- Best British Live Act: Architects
- Best International Live Act: Metallica
- Best British Band: Bring Me the Horizon
- Best International Band: Metallica
- Kerrang! Hall of Fame: Skunk Anansie
- Kerrang! Inspiration: Motörhead
- Kerrang! Icon: Jimmy Page

### 2020 und 2021
nicht vergeben.

### 2022
Die Preise wurden am 23. Juni 2022 in London vergeben.
- Best International Breakthrough: Amyl and the Sniffers
- Best Song: Bring Me the Horizon – Die 4u
- Best Album: Bob Vylan – Bob Vylan Presents the Price of Life
- Best Live Act: Twenty One Pilots
- Best British Act: Biffy Clyro
- Best International Act: Poppy
- Best Festival: Download-Festival
- Kerrang! Hall of Fame: Weezer
- Kerrang! Inspiration: Fall Out Boy
- Kerrang! Icon: Green Day
- New Noise Award: Wargasm
- The Disruptor Award: Mimi Barks

## Mehrfachgewinner seit 1999
Aufgelistet sind alle Künstler und Bands die mindestens zwei oder mehr Preise erhielten:
| Künstler                | Anzahl an Preisen |
| ----------------------- | ----------------- |
| Slipknot                | 7                 |
| 30 Seconds to Mars      | 6                 |
| Bullet for My Valentine | 6                 |
| Lostprophets            | 6                 |
| Metallica               | 6                 |
| Marilyn Manson          | 5                 |
| My Chemical Romance     | 5                 |
| The Darkness            | 4                 |
| Green Day               | 4                 |
| Machine Head            | 4                 |
| Foo Fighters            | 3                 |
| Linkin Park             | 3                 |
| Muse                    | 3                 |
| Stereophonics           | 3                 |